# Ручне клепало
Ру́чне кле́пало — гуцульський народний музичний інструмент, ударний ідіофон, механізоване клепало.
Складається з довгого стрижня (до 3 м; діаметром 15-20 см) із надягнутими на нього брусками в які вільно вмонтовані дерев'яні молотоки, клевці (клеве́ць). Поруч розташована підвішена на ланцюгах (ла́нцуг) широка і довга букова дошка (до́шка буко́ва). При повороті стрижня за ручку клевці вдаряють в дошку й видобувають звук.
Як і звичайне клепало монтується на дзвіниці і використовується разом із дзвонами.